# Zhang Yuxi
Dans ce nom chinois, le nom de famille, Zhang, précède le nom personnel.
Pour les articles homonymes, voir Zhang.
 (mai 2022).
La mise en forme du texte ne suit pas les recommandations de Wikipédia : il faut le « wikifier ».
Les points d'amélioration suivants sont les cas les plus fréquents :
- Les titres sont pré-formatés par le logiciel. Ils ne sont ni en capitales, ni en gras.
- Le texte ne doit pas être écrit en capitales (les noms de famille non plus), ni en gras, ni en italique, ni en « petit »…
- Le gras n'est utilisé que pour surligner le titre de l'article dans l'introduction, une seule fois.
- L'italique est rarement utilisé : mots en langue étrangère, titres d'œuvres, noms de bateaux, etc.
- Les citations ne sont pas en italique mais en corps de texte normal. Elles sont entourées par des guillemets français : « et ».
- Les listes à puces sont à éviter, des paragraphes rédigés étant largement préférés. Les tableaux sont à réserver à la présentation de données structurées (résultats, etc.).
- Les appels de note de bas de page (petits chiffres en exposant, introduits par l'outil «  Source ») sont à placer entre la fin de phrase et le point final[comme ça].
- Les liens internes (vers d'autres articles de Wikipédia) sont à choisir avec parcimonie. Créez des liens vers des articles approfondissant le sujet. Les termes génériques sans rapport avec le sujet sont à éviter, ainsi que les répétitions de liens vers un même terme.
- Les liens externes sont à placer uniquement dans une section « Liens externes », à la fin de l'article. Ces liens sont à choisir avec parcimonie suivant les règles définies. Si un lien sert de source à l'article, son insertion dans le texte est à faire par les notes de bas de page.
- La présentation des références doit suivre les conventions bibliographiques. Il est recommandé d'utiliser les modèles {{Ouvrage}}, {{Chapitre}}, {{Article}}, {{Lien web}} et/ou {{Bibliographie}}. Le mode d'édition visuel peut mettre en forme automatiquement les références.
- Insérer une infobox (cadre d'informations à droite) n'est pas obligatoire pour parachever la mise en page.

Pour une aide détaillée, merci de consulter Aide:Wikification.
Si vous pensez que ces points ont été résolus, vous pouvez retirer ce bandeau et améliorer la mise en forme d'un autre article.
Zhang Yuxi (Chinois: 张予曦) est une actrice chinoise née le 29 janvier 1993 à Dunhua, dans la province de Jilin en Chine.
Elle s'est fait connaître en 2016 dans le drama My Little Princess, mais est également connu pour ses rôles dans I Cannot Hug You, Intense Love mais aussi Love and Redemption.

## Biographie
Zhang Yu Xi est née à Dunhua, dans la province de Jilin en Chine.

### Carrière

#### 2013 - 2015: Début de carrière
Elle commence sa carrière dans le drama historique Man Comes to Tang Dynasty, elle a ensuite joué dans le film La Bataille de la Montagne du Tigre et dans le film romantique Forever Young.

#### Depuis 2016: Révélation
En 2016, elle devient célèbre grâce à son rôle dans le drama My Little Princess au côté de l'acteur thailandais Mike Angelo où elle a également remporté un prix.
En 2022, elle joue au côté de Cheng Yi pour une troisième collaboration ensemble dans le drama South Wind Knows My Mood.
En juin 2025, le groupe ROLLING SISTERS est créée. Il est composée de Zhang Yuxi, Liu Xin, Morsure de Guo et Cai Shiyun.

### Vie privée
En 2009, elle gagne le concours de la Rayli Kanebo Beauty Competition.
En décembre 2014, après qu'ils ont assisté à une conférence de presse, Zhang Yu Xi et l'homme d'affaire Wang Sichong ont confirmé qu'ils sortaient ensemble. Ils ont rompu en janvier 2015.
En février 2017, Zhang Yuxi a confirmé sur Weibo qu'elle sortait avec l'acteur taïwanais Kenji Chen, ils ont rompu en août 2019.
En 2017, elle commence à créer ses propres magasins, sous le même nom: Eifair Lab, par la suite, ils se sont séparés en 3 branches afin de différencier les 3 grands produits qu'elle fait produire:
- EGOCI (magasin de cosmétique)
- StyleNotes (magasin de vêtements)
- Yci La Maison (magasin de literie)

## Filmographie

### Films
- 2014: La Bataille de la Montagne du Tigre (智取威虎山)[4]: June
- 2015: Forever Young (栀子花开): Xia Jingjing
  - Qing Chun Wei Yang (青春未央): Li Jia
- 2016: The New Year's Eve of Old Lee (过年好)
  - Money and Love (恭喜发财之谈钱说爱)[5]: Li Xin
- 2020: The Beauty Skin (美人皮)[6]: Lian Cheng
  - Mermaid Bound (人鱼缚): Bai Qiulian
  - Enormous Legendary Fish (海大鱼): A Li
- 2021: Fairy Dance (七月的舞步): Gu Youyou

### Séries
- 2008: Armor Hero: Legend of Light and Shadow (铠甲勇士): Hacker (Apparition)
- 2013: Man Comes to Tang Dynasty (唐朝好男人)[2]: Er Nu
- 2016: My Little Princess (亲爱的公主病)[1]: Lin Xingchen
- 2017: Magic Star (奇星记之鲜衣怒马少年时): Chen Jieya
  - Dear Prince (亲爱的王子大人): Sun Xiaotao
  - I Cannot Hug You (无法拥抱的你): Li Shiya
  - Die Now (端脑): Liu Yiya
- 2018: I Cannot Hug You 2 (无法拥抱的你第二季): Li Shiya
  - Ruyi's Royal Love in the Palace (如懿传): Shui Linglong
- 2019: Please Give Me a Pair of Wings (请赐我一双翅膀)[7]: Leng Nianzhi
- 2020: Intense Love (韫色过浓): Su Jinbei
  - Love and Redemption (琉璃): Chu Linglong
  - My Unicorn Girl (穿盔甲的少女): Chen Miaomiao (Apparition)
- 2021: Stand By Me (与君歌)[8]: Cheng Ruoyu
  - Love At Night (夜色暗涌时): Xu Qingyou
- 2023 : South Wind Knows My Mood (南风知我意)[9]: Zhu Jiu
  - Hard Memory: Prisoner Under Fire (失忆之城之空气的囚徒): Annie
  - Shining Character (闪耀的品格)
  - Tao Tie Niang Zi (饕餮娘子)

- 2024 : Guess Who I Am (猜猜我是谁): Song Yao
  - Hero Is Back (镇魂街之热血再燃) : Xia Ling
  - The Top Speed (奔跑吧急救医生): Sun Jia Qi
- 2025 : Kill My Sins : Ni Chang
  - Qian Qiu Ling (Destiny and Saving) (千秋令): Feng Lixue / Wu Chen / Ni Huang
  - Deep Eyes (Shen Qing Yan) (深情眼) : Ye Meng

### Théâtre
- 2015: Zhi Yin Dan Sheng Zai Yi Qi (只因单身在一起)[10].

### Émissions de télévision
- 2011: Day Up Day
- 2015: 18 juin: Laugh Out Loud
  - 04 juillet: Happy Camp
  - 19 juillet: Flying Man
  - 31 octobre: Fresh Man
  - 28 décembre: We Love Home
- 2017: Mars - Saison 1
  - 25 novembre: The Amazing Orcs
- 2018: 06 septembre: Very Quiet Distance
  - 27 octobre: Happy Camp
- 2019: 12 octobre: Super Nova Games Saison 2 (超新星全运会第二届)
- 2020: 05 juin: Hearable Food 2
  - 05 juin: A Le's Morning Reading Moments
  - 14 juin: Beauty Box (闺蜜好美)
  - 19 juin: Crazy Magic Saison 7
- 2021: 18 juin: My Best Friend Is So Pretty Saison 2 (闺蜜好美 第2季)
  - 28 août: Happy Camp
  - 04 septembre: The Irresistible Saison 2

## Discographie
- 2016: My Little Princess OST: "Dear Princess" (亲爱的公主)
- 2020: Intense Love OST:  "Already In Love" (早就心动了) - avec Ding Yuxi[11]
  - Intense Love OST: "With You" (陪你)[12]
  - "Spring Night" (春意晚)[13]
- 2021: Stand By Me OST: "High Above in the Sky" (當空)
  - "In Time" (合乎时宜)

## Prix et nominations
| Année | Cérémonie                           | Catégorie                            | Film/série         | Résultat   | Ref.   |
| ----- | ----------------------------------- | ------------------------------------ | ------------------ | ---------- | ------ |
| 2009  | Kaneboo                             | Affiche du Rayli's Magazine          | Aucun              | Lauréat    | [ 14 ] |
| 2016  | Rayli Beauty Fans Award Ceremony    | Meilleure nouvelle venue             | Aucun              | Lauréat    | [ 15 ] |
| 2016  | Sohu Fashion Awards                 | Meilleure actrice dans une web série | My Little Princess | Lauréat    | [ 16 ] |
| 2017  | Rayli Fans Awards                   | Artiste féminine la plus élégante    | Aucun              | Lauréat    | [ 17 ] |
| 2018  | ifeng Fashion Choice Awards         | nouvelle venue la plus populaire     | Aucun              | Lauréat    | [ 18 ] |
| 2018  | All For Life Charity Award Ceremony | Charity Award                        | Aucun              | Lauréat    | [ 19 ] |
| 2021  | 8ème Wenrong Awards                 | Meilleure jeune actrice              | Intense Love       | Nomination | [ 20 ] |